# Duo Játékok
Duo Játékok (prononcer yatékok) est un duo de pianistes, Adélaïde Panaget et Naïri Badal, créé en 2007. Elles jouent à quatre mains sur un piano ou sur deux pianos.

## Naïri Badal et Adélaïde Panaget
Naïri Badal découvre le piano avec sa grand-mère Joyce Boujikanian, pianiste concertiste et professeur au Liban. En 2005, Naïri poursuit ses études au CNSM de Paris dans la classe de Brigitte Engerer et obtient en 2010 son Master II de Piano. Elle lui propose une pièce à quatre mains les Danses polovtsiennes de Borodine.
Naïri Badal remporte le 1er prix  au concours Madeleine de Valmalète et un 3e prix au concours FLAME. En 2009, elle obtient un prix spécial Schubert au concours européen à Prague.
Adélaïde Panaget entre en 2006 au Conservatoire national supérieur de musique de Paris. Elle suit les cours de piano avec Nicholas Angelich et Romano Pallottini, en musique de chambre avec Marc Coppey, Claire Désert et Ami Flammer. Elle passe un an à l'Académie irlandaise de Dublin pour étudier avec le pianiste John O'Conor.
Adélaïde Panaget et Naïri Badal se connaissent depuis leur rencontre au conservatoire régional de Paris, à l'âge de 10 ans. Elles se retrouvent au Conservatoire national supérieur de musique de Paris. Elles poursuivent ensemble le master spécialisé pour deux pianos et quatre mains sous la direction de Claire Désert et Ami Flammer.

## Duo Játékok
En 2007, Adélaïde Panaget et Naïri Badal créent le duo Játékok. Elles choisissent ce nom en faisant référence à une pièce contemporaine de György Kurtág, les Játékok qui signifie « jeux » en hongrois. Elles proposent une écriture à quatre mains sur un seul piano ou chacune se répond. Il n'y a pas une pianiste qui joue les basses et l'autre la mélodie.
En 2013, elles constituent un quatuor de deux pianos et deux percussions  avec Jean-Baptiste Leclère, premier percussion solo de l’orchestre de l’Opéra national de Paris et Nicolas Lamothe, second percussion solo de l’Orchestre philharmonique de Radio France.
En 2013, elles sont invitées en résidence à la Chapelle musicale Reine Élisabeth de Belgique, sous la direction du Quatuor Artemis.
En 2015, avec leur album Danses, elles proposent une série d’œuvres dans une version à quatre mains sur un seul piano. Elles jouent des pièces du compositeur suédois Grieg, pour les rythmes des danses populaires, des pièces de Samuel Barber, compositeur et pianiste new-yorkais, des pièces de Ravel et les Danses polovtsiennes du compositeur russe Borodine. À chaque fois, elles proposent une version à quatre mains sur un seul piano.
En 2016, elles proposent un conte musical et visuel Casse-Noisette de Tchaïkovski, avec Marina Sosnina peintre sur sable.
En juillet 2017, elles assurent la première partie de deux concerts de Rammstein aux arènes de Nîmes.
Le groupe allemand les recontacte en mai 2019 pour leur proposer de jouer en première partie de leur tournée Rammstein Stadium Tour en 2019, dans 30 stades d'Europe. Sur scène, elles interprètent 8 titres extrait de l'album Klavier, compilation de morceaux de Rammstein interprétés au piano. Elles accompagnent également le groupe lors des rappels, sur le titre Engel.
En 2018, avec le disque Les Boys, le Duo Jatekok rend hommage au duo Gold and Fizdale (en) composé des deux pianistes américains Arthur Gold et Robert Fizdale, pour qui Poulenc a écrit son étonnante Sonate pour deux pianos en 1953. Parfaite synthèse du génie du compositeur, la Sonate est ici associée à des œuvres qui oscillent entre plusieurs univers esthétiques. À l’instar de Points on Jazz de Dave Brubeck, les 3 pièces de Baptiste Trotignon sont une merveilleuse passerelle entre jazz et musique de chambre, chaque morceau étant dédié à un maître classique (John Adams, Martha Argerich et Francis Poulenc).
En 2021, pour célébrer les 100 ans de la mort de Camille Saint-Saëns, Duo Jatekok présente une nouvelle version du Carnaval des Animaux en collaboration avec Alex Vizorek, humoriste et comédien belge, qui a réécrit le texte de cette « grande fantaisie zoologique ». Sur scène, Alex Vizorek est le récitant accompagné par l’Orchestre national de Lille sous la direction de Lucie Leguay. Le disque "Carnaval des Animaux" comporte également la Danse Macabre, dans sa version à quatre mains ainsi que le Concerto pour deux pianos de Poulenc,

## Prix et distinctions
- Concours international Valberg, 2007
- Concours Grieg, Oslo, 2009
- Concours international pour duo de piano, Rome, 2011
- Prix de la musique contemporaine au forum musical de Normandie, 2012
- Concours international de Gand, 2013

## Discographie
- Danses, Duo Játékok, Mirare, 2015
- Les Boys, Duo Játékok, Hommage aux pianistes Arthur Gold et Robert Fizdate, (Poulenc, Brubeck / Trotignon), Alpha, 2018
- Carnaval des animaux de Saint-Saëns - Double Concerto de Poulenc, avec Alex Vizorek et l'Orchestre National de Lille sous la direction de Lucie Legay, Alpha, 2021
- Duo Jatekok plays Rammstein, Universal Music, 2022